# Момино (Хасковская область)
Момино (болг. Момино) — село в Болгарии. Находится в Хасковской области, входит в общину Хасково. Население составляет 33 человека.

## Политическая ситуация
В местном кметстве Криво-Поле, в состав которого входит Момино, должность кмета (старосты) исполняет Желязко Иванов Тодоров («Болгары Хасково») по результатам выборов правления кметства.
Кмет (мэр) общины Хасково — Георги Иванов Иванов (коалиция партий: партия «Родина», демократический союз «Радикалы») по результатам выборов в правление общины.